# Club Náutico Olivos
El Club Náutico Olivos es un club náutico ubicado en Olivos, partido de Vicente López, provincia de Buenos Aires, Argentina.

## Historia
El club tiene personería jurídica otorgada por el Superior Gobierno de la Nación el 26 de agosto de 1927.

## Regatas
En 1990 y 2018 organizó el Campeonato del Hemisferio Occidental y Oriente de la clase Snipe; en 1988 y 2005 el Campeonato Mundial de la clase Star, y en 1999, 2001, 2003, 2007, 2013, 2015, 2017, 2019 el Campeonato Sudamericano de la Clase Star.
En 2012, 2021 Campeonaro de Hemisferio de la Clase Star.

## Deportistas
Dos equipos del club han ganado medallas olímpicas de plata. La tripulación formada por Emilio Homps, Rodolfo Rivademar, Rufino Rodríguez de la Torre, Enrique Adolfo Sieburger y Julio Christian Sieburger ganó la medalla de plata en los Juegos Olímpicos de Londres 1948 en la clase 6 metros; mientras que Jorge Salas Chávez, Héctor Calegaris y Jorge Alberto del Río Salas repitieron la gesta en los Juegos Olímpicos de Roma 1960 en la clase Dragon.
Representantes Olímpicos en la Clase Star, Guillermo Julio Calegari en 1972, Alberto Zanetti en 1988 y 1992, Guillermo Alejandro Calegari en 1996, Eduardo Farre y Mariano Lucca en 2000.
Representantes en Juegos Panamericanos, 1983 y 1987 Guillermo Calegari en Clase Star. En Toronto 2015 Federico Ambrus ganó El Oro en la Clase J24 Junto a Guillermo Bellinotto. 
En la clase Star, Alberto Zanetti ganó el campeonato sudamericano en 1984, 1986 (con Patricio Homps) y 1992. Eduardo Farre lo ganó en 1999 y Guillermo Parada en 2001. 
Final de Star Sailors League SSL en Bahamas, Federico Calegari en 2019
En la clase Snipe, Jhon MacCall ganó el Campeonato del Hemisferio Occidental y Oriente (con Sergio Ripol) en 1984 y el campeonato sudamericano (con G. Ramírez) en 1989.